# Once Upon a Time in Staten Island
Once Upon a Time en Staten Island es una película estadounidense de drama escrita y dirigida por James DeMonaco. Es protagonizada por Naomi Watts, Frank Grillo, Bobby Cannavale, Jonah Hauer-King y Cody Fairless-Lee. Jason Blum se desempeñó como productor a través de Blumhouse Productions y Sebastien Lemercier la produjo a través de Man in a Tree Productions. La cinta fue estrenada el 17 de septiembre de 2021.

## Sinopsis
En 1982, una familia debe enfrentar sus mayores desafíos y la familia se da cuenta de que la única forma de vivir es como si no hubiera un mañana.

## Reparto
- Naomi Watts
- Frank Grillo
- Bobby Cannavale
- Method Man
- Raquel Castro
- Lenny Venito
- Jonah Hauer-King como Christian
- Chase Vacnin
- Cody Fairless-Lee como Anthony

## Producción
El 15 de mayo de 2018, Blumhouse Productions y Man in a Tree Productions anunciaron que James DeMonaco dirigiría una película dramática con Naomi Watts, Frank Grillo y Bobby Cannavale protagonizando la película. Después de una llamada de casting de un año de duración, se anunció más tarde que el recién llegado Cody Fairless-Lee había sido elegido como Anthony.

### Rodaje
La fotografía principal comenzó en mayo de 2018.

## Lanzamiento
La película se estrenará digitalmente el 21 de septiembre de 2021. Tendrá una presentación teatral de una semana a partir del 17 de septiembre de 2021.